# Liste der Biografien/Blam
Liste der Biografien |
Portal Biografien |
Personensuche
# |
A |
B |
C |
D |
E |
F |
G |
H |
I |
J |
K |
L |
M |
N |
O |
P |
Q |
R |
S |
T |
U |
V |
W |
X |
Y |
Z |
?
 
Ba |
Be |
Bd |
Bg |
Bh |
Bi |
Bj |
Bl |
Bm |
Bn |
Bo |
Br |
Bs |
Bu |
Bw |
By |
Bz
 
Bla |
Ble |
Bli |
Blj |
Blk |
Bll |
Blo |
Bls |
Blu |
Bly
 
Blaa |
Blab |
Blac |
Blad |
Blae |
Blaf |
Blag |
Blah |
Blai |
Blaj |
Blak |
Blal |
Blam |
Blan |
Blaq |
Blar |
Blas |
Blat |
Blau |
Blav |
Blaw |
Blax |
Blay |
Blaz
Die Liste der Biografien führt alle Personen auf, die in der deutschsprachigen Wikipedia einen Artikel haben. Dieses ist eine Teilliste mit 6 Einträgen von Personen, deren Namen mit den Buchstaben „Blam“ beginnt.

## Blam
- Blam, Miša (1947–2014), jugoslawischer bzw. serbischer Jazzmusiker und -autor

### Blama
- Blaman, Anna (1905–1960), niederländische Schriftstellerin
- Blamauer, Adolf (1847–1923), österreichischer Maler

### Blamb
- Blamberger, Günter (* 1951), deutscher Germanist

### Blame
- Blame, Steve (* 1959), britisch-deutscher Fernseh-Moderator und FilmproduzentSteve Blame (* 1959)

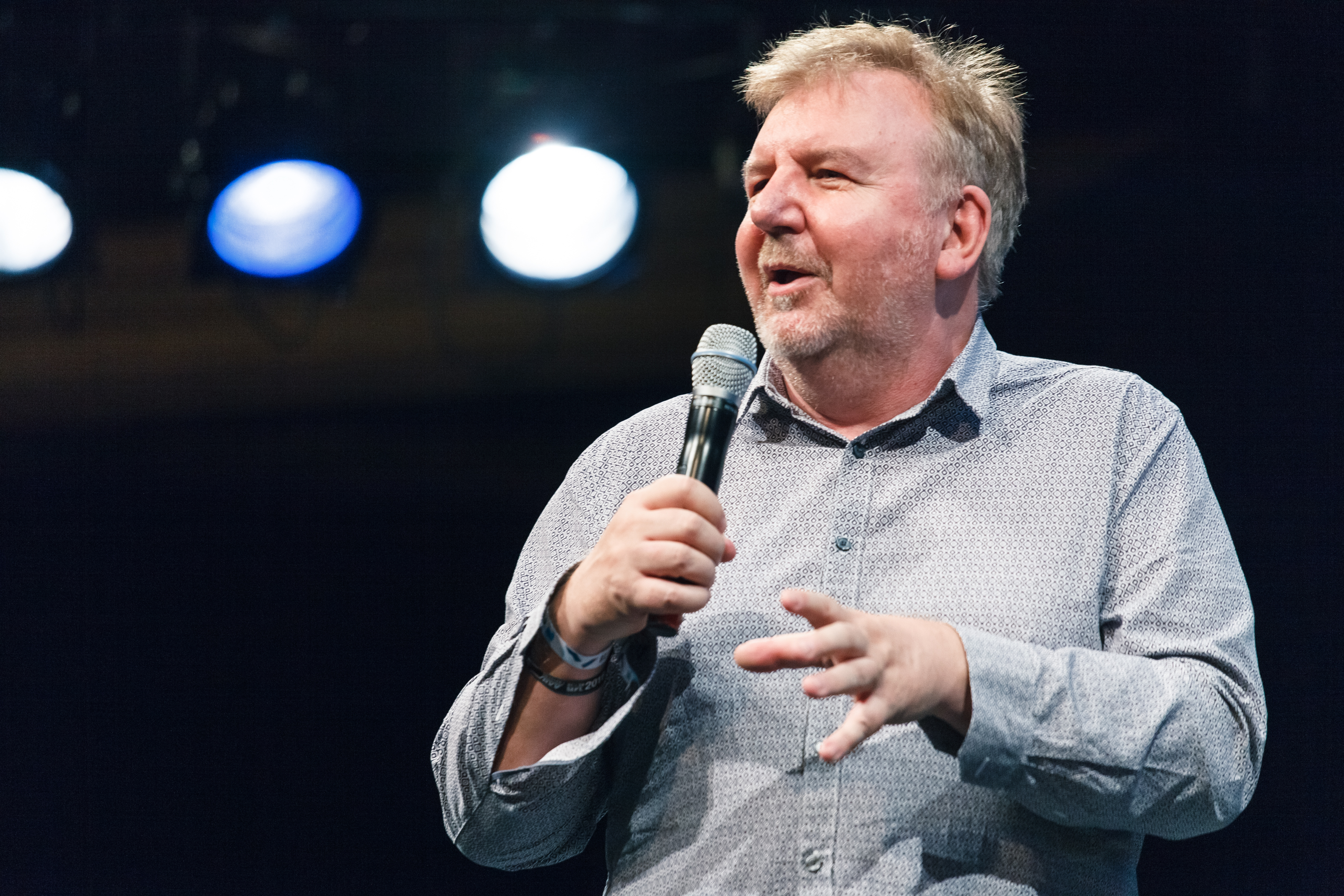
Steve Blame (* 1959)

- Blamey, Thomas (1884–1951), australischer General